# 2014–2015-ös angol labdarúgó-bajnokság (első osztály)
A 2014-15-ös Premier League (szponzori nevén Barclays Premier League) a 23. Premier League-szezon az elindulás éve, 1992 óta, összességében pedig a 116. első osztályú angol bajnokság. A címvédő a Manchester City csapata, akik az előző szezonban ünnepelték 4. bajnoki címüket.
20 csapat indul a bajnokságban: 17 a 2013–2014-es szezonból, 3 csapat pedig a másodosztályból jutott fel. A Championship bajnoka, a Leicester City és a második helyezett Burnley automatikusan feljutottak a Premier League-be.

## Változások az előző szezonhoz képest

### Kiesett csapatok
- Norwich City (18.)
- Fulham (19.)
- Cardiff City (20.)

### Feljutott csapatok
- Leicester City (Championship 2013–14: bajnok)
- Burnley (Championship 2013–14: második)
- Queens Park Rangers (Play-off győztes)

## Részt vevő csapatok
| Csapat               | Város               | Stadion                    | Befogadóképesség |
| -------------------- | ------------------- | -------------------------- | ---------------- |
| Arsenal              | London              | Emirates Stadion           | 60 361 fő        |
| Aston Villa          | Birmingham          | Villa Park                 | 42 785 fő        |
| Burnley              | Burnley             | Turf Moor                  | 22 546 fő        |
| Chelsea              | London              | Stamford Bridge            | 42 449 fő        |
| Crystal Palace       | London              | Selhurst Park              | 26 309 fő        |
| Everton              | Liverpool           | Goodison Park              | 40 157 fő        |
| Hull City            | Kingston upon Hull  | KC stadion                 | 25 586 fő        |
| Leicester City       | Leicester           | Walkers Stadion            | 32 262 fő        |
| Liverpool            | Liverpool           | Anfield                    | 45 276 fő        |
| Manchester City      | Manchester          | City of Manchester Stadion | 47 405 fő        |
| Manchester United    | Manchester          | Old Trafford               | 75 811 fő        |
| Newcastle United     | Newcastle upon Tyne | St James’ Park             | 52 409 fő        |
| Queens Park Rangers  | London              | Loftus Road                | 18 360 fő        |
| Southampton          | Southampton         | St. Mary’s Stadium         | 32 689 fő        |
| Stoke City           | Stoke-on-Trent      | Britannia Stadion          | 27 740 fő        |
| Sunderland           | Sunderland          | Stadium of Light           | 48 707 fő        |
| Swansea City         | Swansea             | Liberty Stadion            | 20 520 fő        |
| Tottenham Hotspur    | London              | White Hart Lane            | 36 230 fő        |
| West Bromwich Albion | West Bromwich       | The Hawthorns              | 26 360 fő        |
| West Ham United      | London              | Boleyn Ground              | 35 303 fő        |

### Még több információ
| Csapat              | Elnök                                                   | Vezetőedző          | Kapitány           | Márka        | Szponzorok         |
| ------------------- | ------------------------------------------------------- | ------------------- | ------------------ | ------------ | ------------------ |
| Arsenal             | Chips Keswick                                           | Arsène Wenger       | Mikel Arteta       | Puma         | Emirates           |
| Aston Villa         | Randy Lerner                                            | Paul Lambert        | Ron Vlaar          | Macron       | dafabet            |
| Burnley             | Mike Garlick John Banaszkiewicz                         | Sean Dyche          | Jason Shackell     | Puma         | fun88              |
| Chelsea             | Bruce Buck                                              | José Mourinho       | John Terry         | Adidas       | Samsung            |
| Crystal Palace      | Jeremy Hosking Martin Long Steve Parish Stephen Browett | Neil Warnock        | Mile Jedinak       | Macron       | Neteller           |
| Everton             | Bill Kenwright                                          | Roberto Martínez    | Phil Jagielka      | Umbro        | Chang              |
| Hull City           | Assem Allam                                             | Steve Bruce         | Curtis Davies      | Umbro        | 12BET              |
| Leicester City      | Vicsaj Szivatthanaprapha                                | Nigel Pearson       | Wes Morgan         | Puma         | King Power         |
| Liverpool           | Tom Werner                                              | Brendan Rodgers     | Steven Gerrard     | Warrior      | Standard Chartered |
| Manchester City     | Khaldoon Al Mubarak                                     | Manuel Pellegrini   | Vincent Kompany    | Nike         | Etihad Airways     |
| Manchester United   | Joel & Avram Glazer                                     | Louis van Gaal      | Wayne Rooney       | Nike         | Chevrolet          |
| Newcastle United    | Mike Ashley                                             | Alan Pardew         | Fabricio Coloccini | Puma         | Wonga              |
| Queens Park Rangers | Tony Fernandes                                          | Harry Redknapp      | Clint Hill         | Nike         | AirAsia            |
| Southampton         | Ralph Krueger                                           | Ronald Koeman       | Kelvin Davis       | saját márka  | Veho               |
| Stoke City          | Peter Coates                                            | Mark Hughes         | Ryan Shawcross     | Warrior      | bet365             |
| Sunderland          | Ellis Short                                             | Gustavo Poyet       | John O’Shea        | Adidas       | BFS Group          |
| Swansea City        | Huw Jenkins                                             | Garry Monk          | Ashley Williams    | Adidas       | GWFX               |
| Tottenham Hotspur   | Daniel Levy                                             | Mauricio Pochettino | Younès Kaboul      | Under Armour | AIA                |
| West Bromwich       | Jeremy Peace                                            | Alan Irvine         | Chris Brunt        | Adidas       | QuickBooks         |
| West Ham United     | David Sullivan                                          | Sam Allardyce       | Kevin Nolan        | Adidas       | Alpari             |

## Tabella
| #   | Csapat               | M  | GY | D  | V  | G+ – G– | GK  | P  | Megjegyzések                              |
| --- | -------------------- | -- | -- | -- | -- | ------- | --- | -- | ----------------------------------------- |
| 1.  | Chelsea              | 38 | 26 | 9  | 3  | 73–32   | +41 | 87 | 2015–2016-os Bajnokok Ligája – csoportkör |
| 2.  | Manchester City CV   | 38 | 24 | 7  | 7  | 83–38   | +45 | 79 | 2015–2016-os Bajnokok Ligája – csoportkör |
| 3.  | Arsenal              | 38 | 22 | 9  | 7  | 71–36   | +35 | 75 | 2015–2016-os Bajnokok Ligája – csoportkör |
| 4.  | Manchester United    | 38 | 20 | 10 | 8  | 62–37   | +25 | 70 | 2015–2016-os Bajnokok Ligája – rájátszás  |
| 5.  | Tottenham Hotspur    | 38 | 19 | 7  | 12 | 58–53   | +5  | 64 | 2015–2016-os Európa-liga – csoportkör     |
| 6.  | Liverpool            | 38 | 18 | 8  | 12 | 52–48   | +4  | 62 | 2015–2016-os Európa-liga – csoportkör     |
| 7.  | Southampton          | 38 | 18 | 6  | 14 | 54–33   | +21 | 60 | 2015-2016-os Európa-liga 3. selejtezőkör  |
| 8.  | Swansea              | 38 | 16 | 8  | 14 | 46–49   | −3  | 56 |                                           |
| 9.  | Stoke City           | 38 | 15 | 9  | 14 | 48–45   | +3  | 54 |                                           |
| 10. | Crystal Palace       | 38 | 13 | 9  | 16 | 47–51   | −4  | 48 |                                           |
| 11. | Everton              | 38 | 12 | 11 | 15 | 48–50   | −2  | 47 |                                           |
| 12. | West Ham United      | 38 | 12 | 11 | 15 | 44–47   | −3  | 47 | 2015-2016-os Európa-liga 1. selejtezőkör  |
| 13. | West Bromwich Albion | 38 | 11 | 11 | 16 | 38–51   | −13 | 44 |                                           |
| 14. | Leicester CityÚ      | 38 | 11 | 8  | 19 | 46–55   | −9  | 41 |                                           |
| 15. | Newcastle United     | 38 | 10 | 9  | 19 | 40–63   | −23 | 39 |                                           |
| 16. | Sunderland           | 38 | 7  | 17 | 14 | 31–57   | −26 | 38 |                                           |
| 17. | Aston Villa          | 38 | 10 | 8  | 20 | 31–57   | −26 | 38 |                                           |
| 18. | Hull City (K)        | 38 | 8  | 11 | 19 | 33–51   | −18 | 35 | The Championship                          |
| 19. | Burnley Ú (K)        | 38 | 7  | 12 | 19 | 28–53   | −25 | 33 | The Championship                          |
| 20. | QPRÚ (K)             | 38 | 8  | 6  | 24 | 42–73   | −31 | 30 | The Championship                          |

Forrás: Premier League 
A rangsorolás alapszabályai: 1. összpontszám, 2. egymás elleni eredmények összpontszáma, 3. gólkülönbség, 4. szerzett gólok száma.
(B): Bajnokcsapat, (K): Kieső csapat, (F): Feljutó csapat, (I): Kupainduló, (R): A rájátszás győztese, (KGY): Kupagyőztes